# Aleksiej Wyżmanawin
Aleksiej Borisowicz Wyżmanawin, ros. Алексей Борисович Выжманавин (ur. 1 stycznia 1960, zm. 6 stycznia 2000 w Moskwie) – rosyjski szachista, arcymistrz od 1989 roku.

## Kariera szachowa
Pierwsze znaczące sukcesy odniósł w połowie lat 80., dwukrotnie zdobywając tytuł mistrza Moskwy (w latach 1984 i 1986). W roku 1986 triumfował również w międzynarodowym turnieju w Nałęczowie. Wkrótce awansował do czołówki radzieckich, a następnie rosyjskich szachistów. W 1989 zwyciężył w Soczi (m.in. przed Joelem Lautierem oraz Aleksandrem Chalifmanem). W 1990 podzielił (wraz z Aleksandrem Bielawskim, Leonidem Judasinem oraz Jewgienijem Bariejewem) I miejsce w rozegranych w Leningradzie mistrzostwach Związku Radzieckiego. Zwyciężył również w otwartym turnieju Rilton Cup w Sztokholmie oraz zajął II miejsce w Czelabińsku. W 1991 zwyciężył w Gelsenkirchen (przed Wasilijem Smysłowem) oraz podzielił V-IX miejsce w ostatnich mistrzostwach ZSRR, rozegranych w Moskwie. Rok później wystąpił jedyny raz w zespole narodowym na szachowej olimpiadzie w Manili, zdobywając wraz z drużyną złoty medal. W tym samym roku zdobył również dwa medale na drużynowych mistrzostwach Europy w Debreczynie: złoty wraz z drużyną oraz srebrny za indywidualny wynik na V szachownicy. W 1993 zajął II miejsce w silnie obsadzonym turnieju w León (za Leonidem Judasinem, ale przed Anatolijem Karpowem, Weselinem Topałowem oraz Peterem Leko) oraz zdobył, wraz z drużyną, brązowy medal na drużynowych mistrzostwach świata w Lucernie. W 1993 r. wystąpił w Groningen w turnieju międzystrefowym konkurencyjnej dla FIDE organizacji PCA, dzieląc 22. miejsce. W 1997 r. podzielił I m. w otwartym turnieju w Cappelle-la-Grande (wspólnie m.in. z Anthony Milesem i Władimirem Burmakinem).
Najwyższy ranking w karierze osiągnął 1 stycznia 1993 r., z wynikiem 2620 punktów dzielił wówczas 29-35. miejsce na światowej liście FIDE.
Zmarł przedwcześnie w styczniu 2000 roku w wieku 40 lat. Jako oficjalną przyczynę zgonu podano atak serca.